# Montaldo Bormida
Montaldo Bormida là một đô thị ở tỉnh Alessandria trong vùng Piedmont của Italia, có vị trí cách khoảng 80 km về phía đông nam của Torino và khoảng 25 km về phía nam của Alessandria. Tại thời điểm ngày 31 tháng 12 năm 2004, đô thị này có dân số 676 người và diện tích là 5,6 km².
Montaldo Bormida giáp các đô thị: Carpeneto, Orsara Bormida, Rivalta Bormida, Sezzadio, và Trisobbio.